# 羅克伍德鎮區 (明尼蘇達州哈伯德縣)
羅克伍德鎮區（英語：Rockwood Township）是位於美國明尼蘇達州哈伯德縣的一個行政鎮區。

## 地方資料
羅克伍德鎮區的面積為93.35平方千米，當中陸地面積為86.24平方千米，而水域面積為7.11平方千米。根據2020年美國人口普查的數據，當地共有人口390人，而人口密度為每平方千米4.18人。